# Geußnitz
Geußnitz ist seit dem 1. Juli 2009 ein Ortsteil der Stadt Zeitz im Burgenlandkreis in Sachsen-Anhalt (Deutschland). Zur gleichnamigen Ortschaft gehören die Ortsteile Geußnitz und Wildenborn mit der Siedlung Wildensee.

## Geografie
Geußnitz liegt etwa sechs Kilometer südöstlich der Zeitzer Kernstadt. Zur ehemaligen Gemeinde Geußnitz gehörte der Ortsteil Wildenborn mit der Siedlung Wildensee südlich von Geußnitz. Die durch Geußnitz und Wildenborn fließenden Bäche sind Zuflüsse der Lindenberger Schnauder.

## Geschichte

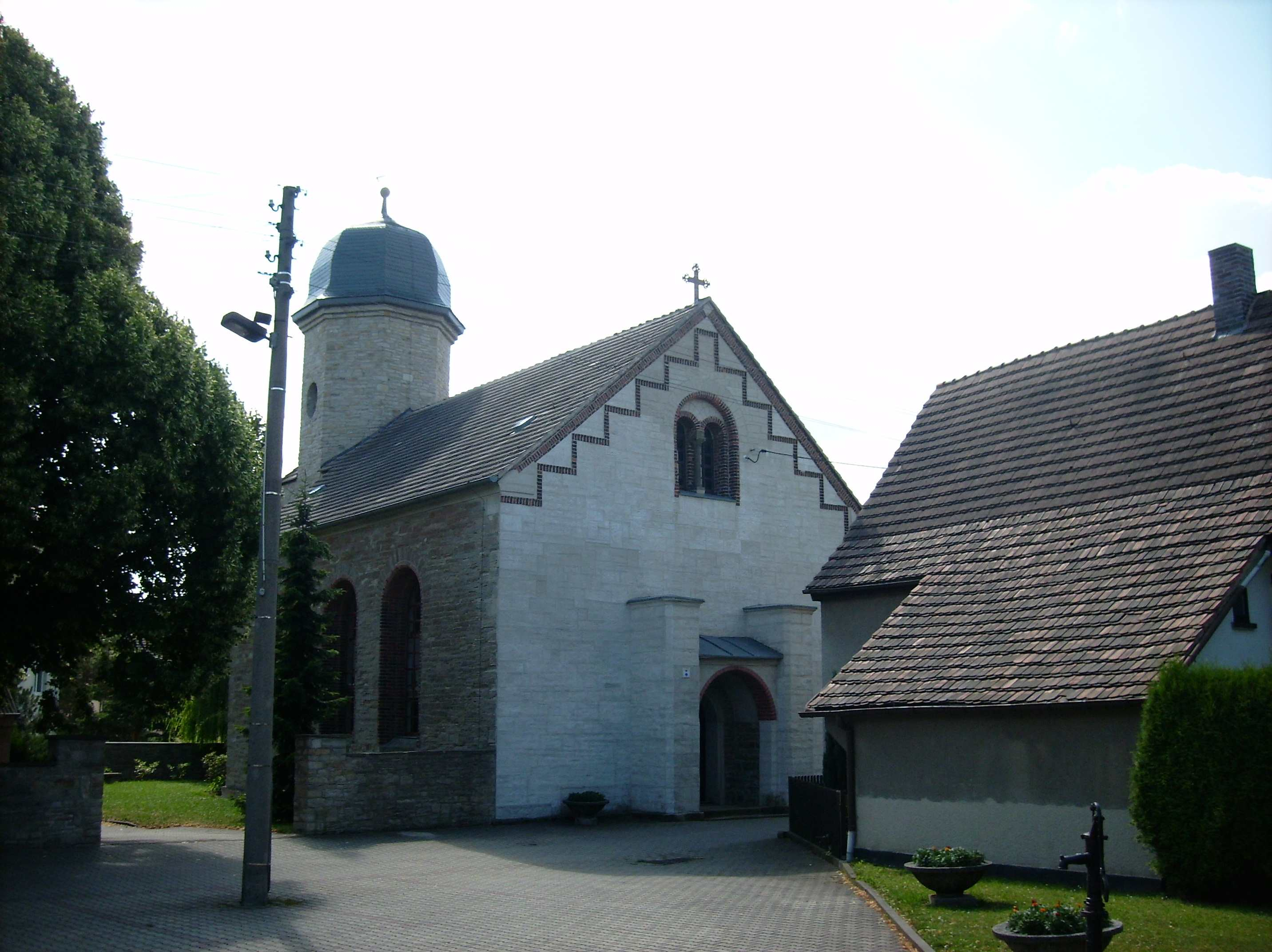
Kirche Geußnitz

Geußnitz wurde im Jahr 1147 erwähnt, als sieben Hufen an das Hochstift Naumburg-Zeitz kam. Wildensee war ein Vorwerk des Ritterguts Geußnitz. Der Ort Wildenborn wurde im Jahr 1284 im Zusammenhang mit Villikus Hermann von Wildenborn erwähnt, der vermutlich zu den bischöflichen Ministerialen gehörte. Geußnitz, Wildensee und Wildenborn gehörten zum Bezirk des Gerichts zum Roten Graben, der im Jahr 1286 an das Hochstift Naumburg-Zeitz kam. Die drei Orte lagen in der Folgezeit bis 1815 im Amt Zeitz, das als Teil des Hochstifts Naumburg-Zeitz seit 1561 unter kursächsischer Hoheit stand und zwischen 1656/57 und 1718 zum Sekundogenitur-Fürstentum Sachsen-Zeitz gehörte.
Durch die Beschlüsse des Wiener Kongresses kamen Geußnitz, Wildensee und Wildenborn mit dem Amt Zeitz im Jahr 1815 zu Preußen. Die Orte wurden 1816 dem Kreis Zeitz im
Regierungsbezirk Merseburg der Provinz Sachsen zugeteilt. Geußnitz hatte eine barocke Dorfkirche, deren Schiff 1848/49 im neoromanischen Stil erweitert wurde, während der Turm des Vorgängerbaus erhalten blieb. In diesem waren am 25. Oktober 1795 die Eltern des Komponisten Robert Schumann, August Schumann und Christiane geb. Schnabel aus Zeitz, getraut worden (Gedenktafel am Kirchenportal). Der Kirchenbau von 1849 wurde gegen Ende des Zweiten Weltkriegs zerstört. Der Wiederaufbau erfolgte zunächst ohne Turm; nur dessen als Chor genutztes Erdgeschoss blieb erhalten. Erst nach 1990 wurde das Turmobergeschoss samt barocker Haube wiederhergestellt.
Nach der Auflösung der preußischen Provinz Sachsen (1815–1944) wurde am 1. Juli 1944 der Regierungsbezirk Merseburg zur Provinz Halle-Merseburg (1944–1945), zu dem nun auch Geußnitz, Wildensee und Wildenborn im Landkreis Zeitz gehörten. Nach dem Zweiten Weltkrieg kamen die drei Orte zum Land Sachsen-Anhalt. Bereits vor 1950 wurde Wildensee nach Wildenborn und Wildenborn wiederum nach Geußnitz eingemeindet. Mit der Verwaltungsreform in der DDR am 25. Juli 1952 kam die Gemeinde Geußnitz an den Kreis Zeitz im Bezirk Halle, der seit 1990 als Landkreis Zeitz im Land Sachsen-Anhalt fortgeführt wurde und 1994 zum Burgenlandkreis kam.
Zusammen mit Döbris, Kayna, Nonnewitz und Würchwitz wurde Geußnitz am 1. Juli 2009 in die Stadt Zeitz eingemeindet. Seitdem bilden Geußnitz und Wildenborn mit Wildensee die Zeitzer Ortschaft Geußnitz.

## Politik
Letzte Bürgermeisterin der Gemeinde war die am 6. Mai 2001 erstmals gewählte Daniela Hofmann.

### Gemeindepartnerschaft
Sommerkahl, Bayern, Deutschland, seit 1992

## Sehenswürdigkeiten
Die Dorfkirche Geußnitz ist eine schlichte Saalkirche mit Westportal aus dem Jahr 1849 und schmalem längsrechteckigem, fensterlosem Chorraum im Erdgeschoss des östlich anschließenden Turms eines Vorgängerbauwerks. Der Turm wurde 1945 stark beschädigt und auf die Firsthöhe des Schiffs abgetragen. Das achteckige Obergeschoss und die barocke Haube wurden im Jahr 1998 wieder hergestellt. Der flachgedeckte Innenraum mit Hufeisenempore, Orgel und Gestühl stammt aus der Bauzeit.
Auf dem Friedhof findet sich die Grabstätte von acht Gefallenen der Flakstellung Wildenborn vom 14. April 1945.

## Sport

### Fußball
Der SV Blau-Gelb Geußnitz ist in der Kreisliga des Burgenlandkreises vertreten.

## Wirtschaft und Infrastruktur
In Geußnitz werden in einem Zweigwerk der Nürnberger Traditionsfirma Lyra Kreide und Kosmetikstifte hergestellt. Lyra ist die älteste deutsche Firma, die Bleistifte herstellt und die nach eigenen Angaben nicht in Asien produziert. Im Werk arbeiten rund 70 Mitarbeiter.

### Verkehr
Zur Bundesstraße 180, die Meuselwitz und Zeitz verbindet, sind es etwa zwei Kilometer.

## Söhne und Töchter des Ortes
- Moritz Haubold von Schönberg (1770–1860), Oberpräsident der preußischen Provinzen Schlesien und Pommern